# Nati nel 1698
| Questa pagina contiene informazioni ricavate automaticamente dalle voci biografiche con l'ausilio del template Bio e di un bot. L'aggiornamento è periodico e automatico e ricostruisce completamente la pagina. Se manca una persona in questa lista, sei pregato di non aggiungerla, ma accertati piuttosto che la sua voce biografica contenga il template Bio e che i dati anagrafici siano correttamente compilati. Se il template Bio manca, inseriscilo tu stesso o, in alternativa, metti l'avviso {{tmp\|Bio}} che ne segnala la mancanza. Se i dati riportati sono sbagliati, correggi direttamente la voce biografica; le modifiche saranno visibili in questa lista entro pochi giorni. Per chiarimenti vedi il progetto biografie. La lista contiene solo le 101 persone che sono citate nell'enciclopedia e per le quali è stato implementato correttamente il template Bio. Pagina aggiornata al 10 lug 2025. |

## Gennaio(6)
- 3 gennaio - Pietro Metastasio, poeta, librettista e drammaturgo italiano († 1782)
- 18 gennaio - Alexander Drummond, diplomatico e viaggiatore scozzese († 1769)
- 20 gennaio - Ferdinand Julius von Troyer, cardinale e vescovo cattolico austriaco († 1758)
- 21 gennaio - Augusta Luisa di Württemberg-Oels, nobile tedesca († 1739)
- 26 gennaio - Pietro Antonio Raimondi, vescovo cattolico italiano († 1768)
- 31 gennaio - Giovannetta Antonietta di Sassonia-Eisenach, principessa († 1726)

## Febbraio(9)
- 1º febbraio - Colin Maclaurin, matematico scozzese († 1746)
- 4 febbraio - Enrico Augusto de la Motte Fouqué, generale tedesco († 1774)
- 5 febbraio - Germain-François Poullain de Saint-Foix, scrittore e drammaturgo francese († 1776)
- 16 febbraio - Pierre Bouguer, matematico, geofisico e geodeta francese († 1758)
- 16 febbraio - Johann Elias Ridinger, incisore, pittore e editore tedesco († 1767)
- 17 febbraio - Benoît Audran detto il Giovane, incisore francese († 1772)
- 20 febbraio - Bernardo Tanucci, giurista e politico italiano († 1783)
- 22 febbraio - Giovanni Battista de' Rossi, presbitero italiano († 1764)
- 28 febbraio - Sigismund III von Schrattenbach, arcivescovo cattolico austriaco († 1771)

## Marzo(5)
- 8 marzo - Pierre-Jules-César de Rochechouard-Montigny, vescovo cattolico francese († 1781)
- 12 marzo - Bartolomeo Cordans, compositore italiano († 1757)
- 19 marzo - Giuseppe Gallarati, vescovo cattolico italiano († 1767)
- 23 marzo - Thomas Fermor, I conte di Pomfret, nobile inglese († 1753)
- 26 marzo - Václav Prokop Diviš, presbitero, teologo e scienziato ceco († 1765)

## Aprile(1)
- 18 aprile - Lorenzo Boturini Bernaducci, storico, antiquario e etnologo italiano († 1749)

## Maggio(7)
- 1º maggio - Jacques-Bonne Gigault de Bellefonds, arcivescovo cattolico francese († 1746)
- 1º maggio - Francesco Robba, scultore italiano († 1757)
- 8 maggio - Henry Baker, naturalista e scrittore britannico († 1774)
- 11 maggio - Pierre Contant d'Ivry, architetto francese († 1777)
- 24 maggio - Giovanni di Birkenfeld-Gelnhausen, nobile tedesco († 1780)
- 29 maggio - Edmé Bouchardon, scultore francese († 1762)
- 31 maggio - Gaetano Maria Travasa, religioso e storico italiano († 1774)

## Giugno(1)
- 15 giugno - Georg von Browne, generale britannico († 1792)

## Luglio(4)
- 2 luglio - Francesco III d'Este, nobile italiano († 1780)
- 8 luglio - Nicolò Maria Antonelli, cardinale e orientalista italiano († 1767)
- 11 luglio - Jean-Michel Chevotet, architetto francese († 1772)
- 19 luglio - Johann Jakob Bodmer, scrittore svizzero († 1783)

## Agosto(9)
- 2 agosto - Giovanni Miazzi, architetto italiano († 1797)
- 11 agosto - Franz Xaver Feuchtmayer, stuccatore tedesco († 1764)
- 13 agosto - Luisa Adelaide di Borbone-Orléans, nobile francese († 1743)
- 14 agosto - Baldassarre Maria Remondini, vescovo cattolico e scrittore italiano († 1777)
- 21 agosto - Giuseppe Coppola, vescovo cattolico italiano († 1767)
- 21 agosto - Giuseppe Guarneri del Gesù, liutaio italiano († 1744)
- 22 agosto - Ricciarda Gonzaga, nobile italiana († 1768)
- 24 agosto - Erik Pontoppidan, teologo, zoologo e vescovo luterano danese († 1764)
- 28 agosto - Friedrich von Spörcken, generale tedesco († 1776)

## Settembre(9)
- 7 settembre - Pietro e Girolamo Ballerini, presbitero, teologo e filologo italiano († 1769)
- 8 settembre - Federica Carlotta d'Assia-Darmstadt, principessa († 1777)
- 14 settembre - Charles François de Cisternay du Fay, chimico francese († 1739)
- 15 settembre - Pier Francesco Guala, pittore italiano († 1757)
- 21 settembre - François Francœur, compositore, direttore d'orchestra e violinista francese († 1787)
- 26 settembre - William Cavendish, III duca di Devonshire, nobile e politico inglese († 1755)
- 28 settembre - Pierre-Louis Moreau de Maupertuis, matematico, fisico e filosofo francese († 1759)
- 30 settembre - Ignazio Michele Crivelli, cardinale e arcivescovo cattolico italiano († 1768)
- 30 settembre - Girolamo Lagomarsini, umanista e filologo italiano († 1773)

## Ottobre(10)
- 2 ottobre - Aleksandr Grigor'evič Stroganov, politico e ufficiale russo († 1754)
- 3 ottobre - Giuseppe Candido Agudio, religioso e letterato italiano († 1765)
- 5 ottobre - Francesco Oradini, scultore e architetto italiano († 1754)
- 9 ottobre - Giuseppe de Porcaris, musicista italiano († 1772)
- 12 ottobre - Gian Paolo Timoleone di Cossé-Brissac, militare francese († 1780)
- 13 ottobre - Giacomo Ceruti, pittore italiano († 1767)
- 22 ottobre - Nicola Bonifacio Logroscino, compositore italiano
- 23 ottobre - Ange-Jacques Gabriel, architetto francese († 1782)
- 26 ottobre - Domenico Andrea Cavalcanti, arcivescovo cattolico italiano († 1769)
- 30 ottobre - Paul Troger, pittore austriaco († 1762)

## Novembre(6)
- 8 novembre - Alberico Archinto, cardinale e arcivescovo cattolico italiano († 1758)
- 11 novembre - Alberto Radicati di Passerano, filosofo italiano († 1737)
- 22 novembre - Pierre de Rigaud de Vaudreuil-Cavagnal, funzionario e militare francese († 1778)
- 24 novembre - Charles Douglas, III duca di Queensberry, politico scozzese († 1778)
- 28 novembre - Charlotta Frölich, scrittrice, storica e agronoma svedese († 1770)
- 29 novembre - Johann Faccius, teologo, filosofo e filologo tedesco († 1775)

## Dicembre(5)
- 10 dicembre - Giovanni Ferrini, cembalaro italiano († 1758)
- 14 dicembre - Federico Luigi di Württemberg, nobile tedesco († 1731)
- 23 dicembre - Antonio Bonazza, scultore italiano († 1763)
- 24 dicembre - William Warburton, scrittore, critico letterario e vescovo anglicano inglese († 1779)
- 26 dicembre - Filippo della Valle, scultore italiano († 1768)

## Senza giorno specificato(29)
- Giuseppe Antonio Arconati Visconti, nobile, diplomatico e mecenate italiano († 1763)
- Ba'al Shem Tov, rabbino e mistico polacco († 1760)
- Robert Benet de Montcarville, matematico francese († 1771)
- Giovanna Agnese Berthelot de Pleneuf, nobile francese († 1727)
- Antonio Bioni, compositore e cantante italiano († 1739)
- Carlo Borsetti, pittore italiano († 1759)
- Carlo Antonio Broggia, economista e mercante italiano († 1767)
- Giovanni Battista Busiri, pittore italiano († 1757)
- José de Carvajal y Lancaster, politico spagnolo († 1754)
- Giovanni Caselli, decoratore italiano († 1752)
- Pëtr Michailovič Eropkin, architetto russo († 1740)
- Jacobus Houbraken, incisore olandese († 1780)
- Jean-Baptiste Cope, politico nativo americano († 1760)
- Koca Mehmed Ragıp Pascià, politico ottomano († 1763)
- John Leslie, X conte di Rothes, ufficiale scozzese († 1767)
- Giambattista Lolli, scacchista italiano († 1769)
- Étienne Mignot, teologo francese († 1771)
- José Joaquín de Montealegre, diplomatico e politico spagnolo († 1771)
- Giacomo Nani, pittore italiano († 1755)
- Giovanni Battista Natali, scultore e pittore italiano († 1768)
- Anton Joseph von Prenner, pittore e disegnatore austriaco († 1761)
- Edward Henry Rich, VII conte di Warwick, conte britannico († 1721)
- Pëtr Semënovič Saltykov, generale russo († 1772)
- Stanisław Potocki, nobile e politico polacco († 1760)
- Angiola Tavella, pittrice italiana († 1746)
- Teodosio V Dahan, patriarca cattolico libanese († 1788)
- Giacomo Zanetti, architetto italiano († 1735)
- Anne Julie de Melun, nobile francese († 1724)
- Alasdair MacMhaighstir Alasdair, poeta e lessicografo scozzese († 1770)